# 世界佛教徒聯誼會
世界佛教徒联谊会（英語：World Fellowship of Buddhists，缩写WFB），有时也称爲世界佛教友谊会，简称世佛联、世佛會；1950年创立於科伦坡，1969年起总部设在曼谷；成员包括40多个国家和地区的100个分会，为联合国教科文组织所承认。

## 歷史
世界佛教徒聯誼會是于1950年5月25日在錫蘭（今斯里蘭卡）首都科倫坡創立的佛教徒国际组织。它由斯利蘭卡佛教學者马拉拉塞克拉（Gunapala Piyasena Malalasekera；1899—1973）倡议，总部初设科伦坡，泰国王姑任首届会长。1958年迁往缅甸前首都仰光，1969年後泰国曼谷成为永久会址。

## 概论

### 宗旨
世界佛教徒聯誼會的宗旨和目标如下：
1. 促进各成员单位严格遵守和践行佛陀的教义；
2. 确保佛教徒之间的统一、团结和友谊；
3. 弘扬佛陀的伟大教义；
4. 组织和开展社会、教育、文化和其他人道主义服务领域的活动；
5. 努力确保世界和平与和谐，为众生营造幸福，并与为同样目的而努力的其他组织合作。 尤其是世界佛教徒聯誼會避免直接或间接参与任何政治活动。[1]

### 標誌和纪念日
世界佛教徒聯誼會第1屆大會定六色旗（蓝、黄、红、白、橙、金光）为世界佛教教旗，法轮为佛教教徽，公曆每年5月的月圆日为佛诞节。

### 出版物
出版物有《世界佛教徒联谊会评论》季刊（英文）。

### 機構
世界佛教徒聯誼會目前设有9个专门委员会：
1. 财务委员会（Fianance Committee）
2. 出版、宣传、教育、文化和艺术委员会（Publication, Publicity, Education, Cultural and Art Committee）
3. 弘法委员会（Dhamma-duta Activities Committee）
4. 人道主义服务委员会（Humannitarian Service Committee）
5. 统一和团结委员会（Unity and Solidarity Committee）
6. 青年委员会（Youth Committee）
7. 社会经济发展委员会（Socio-Economic Development Committee）
8. 妇女委员会（Women Committee）
9. 护戒委员会（Buddhist Pancasila Samadana Committee）

此外，世界佛教徒聯誼會还成立了世界佛教青年联谊会（The World Fellowship of Buddhist Youth）、世界佛教大学理事会（The World Buddhist University Council）等組織。

## 亞洲地区活動
- 1950年第1届世界佛教徒聯誼會大会，太虚大师高足法舫法师代表中国佛教界参会。
- 1956年第4届世界佛教徒聯誼會大会在加德满都举行，中華人民共和國首次参加[4]。在本次会议中，中共代表提出要求，「中国的世界佛教徒联谊会中心只能有一个，设在北京。」並且要求中华民国的中国佛教会不得做为中国代表。
- 1958年第5届世界佛教徒聯誼會大会，中国未派出代表团参加，承办方接纳中国佛教会参会。1961年第6届世界佛教徒聯誼會金边会议，中国代表提出抗议，在遭到否决後，中国代表团立即退场。1984年第14届世界佛教徒聯誼會斯里兰卡大会上，中国佛教协会恢复了合法席位，重返世界佛教徒聯誼會。[5]
- 1988年第16届世界佛教徒聯誼會大会在美国佛光山西来寺召开，佛光山爲台湾星云大师创办，西来寺爲其在美国的基地。
- 2002年12月12日，第22届世界佛教徒聯誼會大会授予中国佛教协会已故会长赵朴初居士“最高荣誉勋章”[6]。
- 2006年4月19日，第23届世界佛教徒聯誼會大会在台湾高雄佛光山召开。
- 2012年6月12日，第26届世界佛教徒聯誼會大会在韩国举行。开幕式上，因承办方韩国曹溪宗不顾中国代表团及世佛联秘书长的多次抗议，坚持安排“西藏流亡政府”前首席噶伦桑东等人参会，中国佛教协会代表团当即表示退出第26届大会。[5]
- 第27届世界佛教徒联谊会于2014年10月16日至19日在陕西宝鸡市举行，这是大会首次在中国举办，闭幕会上宣读《宝鸡宣言》[7]。
- 2015年10月24至25日，在江苏无锡市举办的第四届世界佛教论坛上，世界佛教徒聯誼會主席潘·瓦那密提（H.E. Phan Wannamethee；1999年就任）出席并致辞[8]。

## 註释
1. 1 2  官网 （页面存档备份，存于）上的歷史介绍
2. ↑  .   [2015-05-05]. （原始内容存档于2015-05-05）.
3. ↑  .   [2018-10-16]. （原始内容存档于2020-11-23）.
4. ↑  .   [2018-10-16]. （原始内容存档于2020-11-23）.
5. 1 2  .   [2018-10-16]. （原始内容存档于2021-11-15）.
6. ↑  .   [2018-10-16]. （原始内容存档于2020-11-23）.
7. ↑  .   [2018-10-16]. （原始内容存档于2022-02-18）.
8. ↑  .   [2018-10-16]. （原始内容存档于2021-06-19）.